# Botschaft der Vereinigten Staaten in London

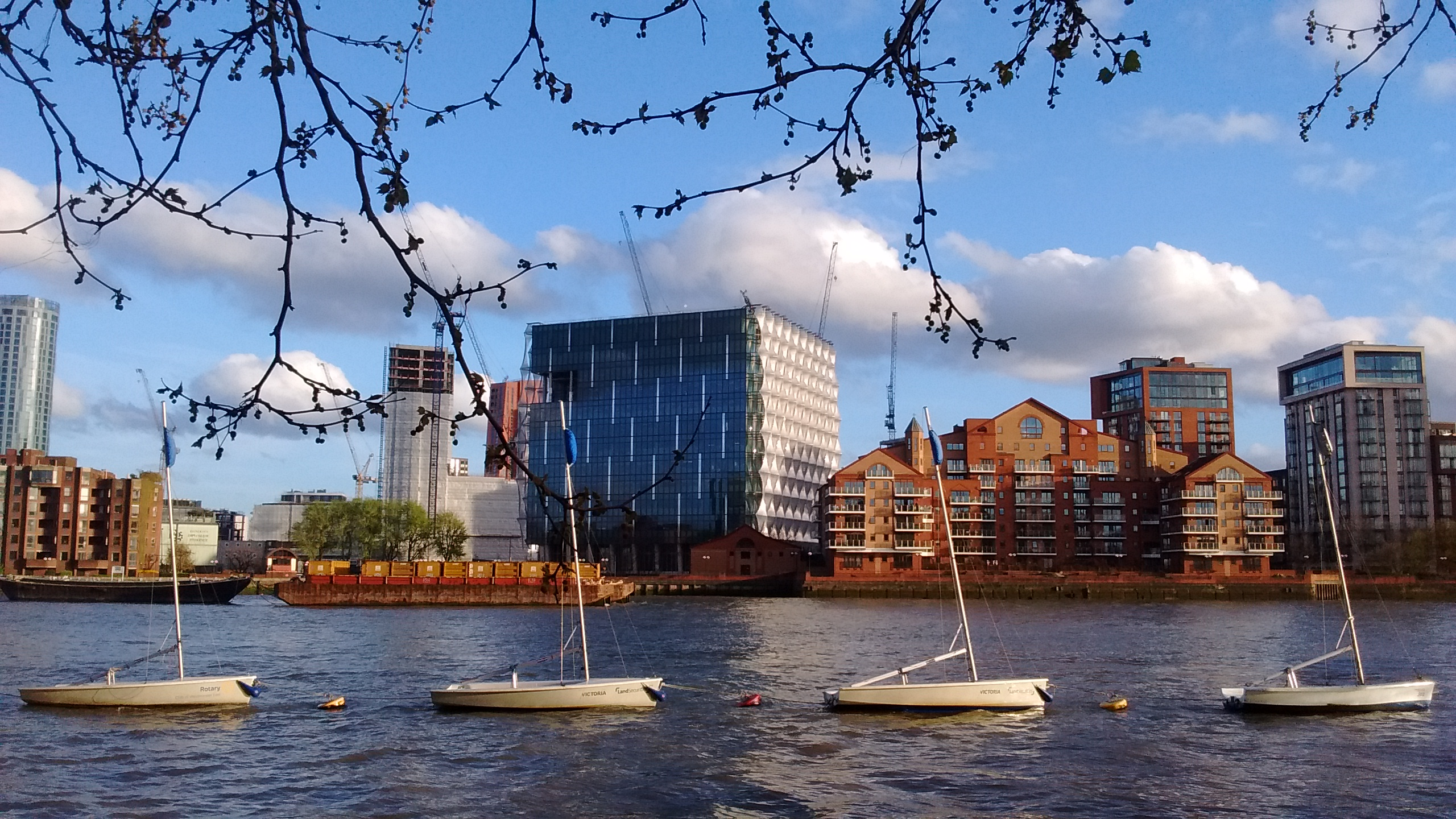
Die neue Botschaft in Nine Elms an der Themse vor Abschluss der Bauarbeiten (2017)

Die Botschaft der Vereinigten Staaten im Vereinigten Königreich liegt in Nine Elms im Süden Londons. Der neugebaute Gebäudekomplex wurde im Januar 2018 bezogen. Aktuelle Botschafterin der USA im Vereinigten Königreich ist Jane D. Hartley.

## Geschichte
1785 war John Adams der erste offizielle Vertreter des Kongresses der Vereinigten Staaten in London. In den 1930er Jahren wurden die Botschaftsaktivitäten am Grosvenor Square gebündelt. Mit Kriegsausbruch 1939 stellte sich die Botschaft auf eine Evakuierung ein. Während die Botschaft 1939 noch 166 Mitarbeiter hatte, waren es durch die vielen Visa-Abfertigungen 1947 bereits 487.
Das Projekt zum neuen Botschaftsgebäude wurde 2008 während der Präsidentschaft von George W. Bush geplant.
Am 16. Januar 2018 bezogen die Mitarbeiter das neue Botschaftsgebäude. Der amtierende US-Präsident Trump hatte angekündigt, nicht zur offiziellen Eröffnung des Gebäudes im Februar 2018 zu kommen. Er begründete seine Absage mit seiner Unzufriedenheit über den abgelegenen Standort der Botschaft im Südwesten Londons. Außerdem kritisierte Trump die Baukosten.

## Gebäude
Zunächst befand sich in London die amerikanische Gesandtschaft am Great Cumberland Place in Westminster, zog später nach Piccadilly, 98 Portland Place (1863–1866) und 123 Victoria Street in Westminster (1883–1893). Zu einer Botschaft ausgebaut wurde die Gesandtschaft 1893 und war bis 1912 in der Victoria Street, von wo sie nach 4 Grosvenor Gardens umzog.

### Botschaft am Grosvenor Square

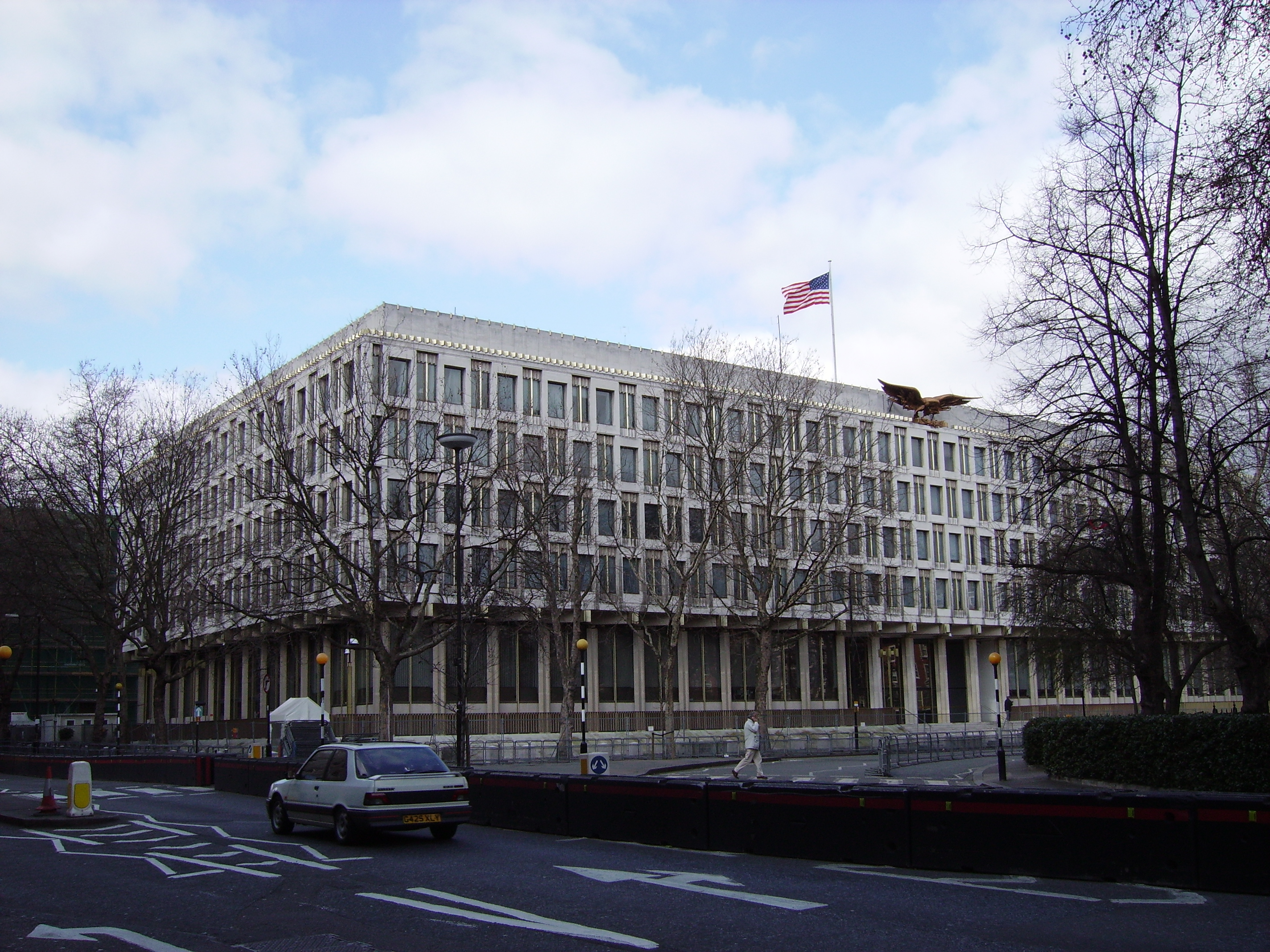
US-Botschaft in London, Mayfair von 1960 bis 2018

Im wohlhabenden Londoner Viertel Mayfair wurde die US-Botschaft 1938 an den 1 Grosvenor Square verlegt und zog 1960 an den 24 Grosvenor Square in ein von Eero Saarinen entworfenes Gebäude.

### Botschaft in Nine Elms ab 2018
Das neue Botschaftsgebäude befindet sich in Nine Elms im Süden Londons. Das futuristische Botschaftsgebäude ist stark, aber von außen nahezu unsichtbar, gesichert. Es wurde vom Architekturbüro Kieran Timberlake aus Philadelphia entworfen. Ein zwölfstöckiger Glaswürfel bildet das Hauptgebäude. Dieses Gebäude versorgt sich weitgehend selbst mit Energie. Vor dem Gebäude steht eine Skulptur des britisch-japanischen Künstlers Simon Fujiwara mit dem Titel „Modern Marriage“.
Der Neubau kostete rund 820 Millionen Euro; der gesamte Komplex soll etwa eine Milliarde Euro gekostet haben. In der Nähe befinden sich Großmarkt New Covent Garden Market und die U-Bahn-Station Nine Elms.